# Lissane
Lissane (in croato Lišane Ostrovičke) è un comune della Croazia della regione zaratina. Al censimento del 2011 possedeva una popolazione di 698 abitanti.

## Località
Il comune di Lissane è suddiviso in 3 frazioni (naselja), di seguito elencate. Tra parentesi il nome in lingua italiana, spesso desueto.
- Dobropoljci (Alveria[4])
- Lišane Ostrovičke (Lissane), sede comunale
- Ostrovica (Ostrovizza[5])